# Elisabeth Bas

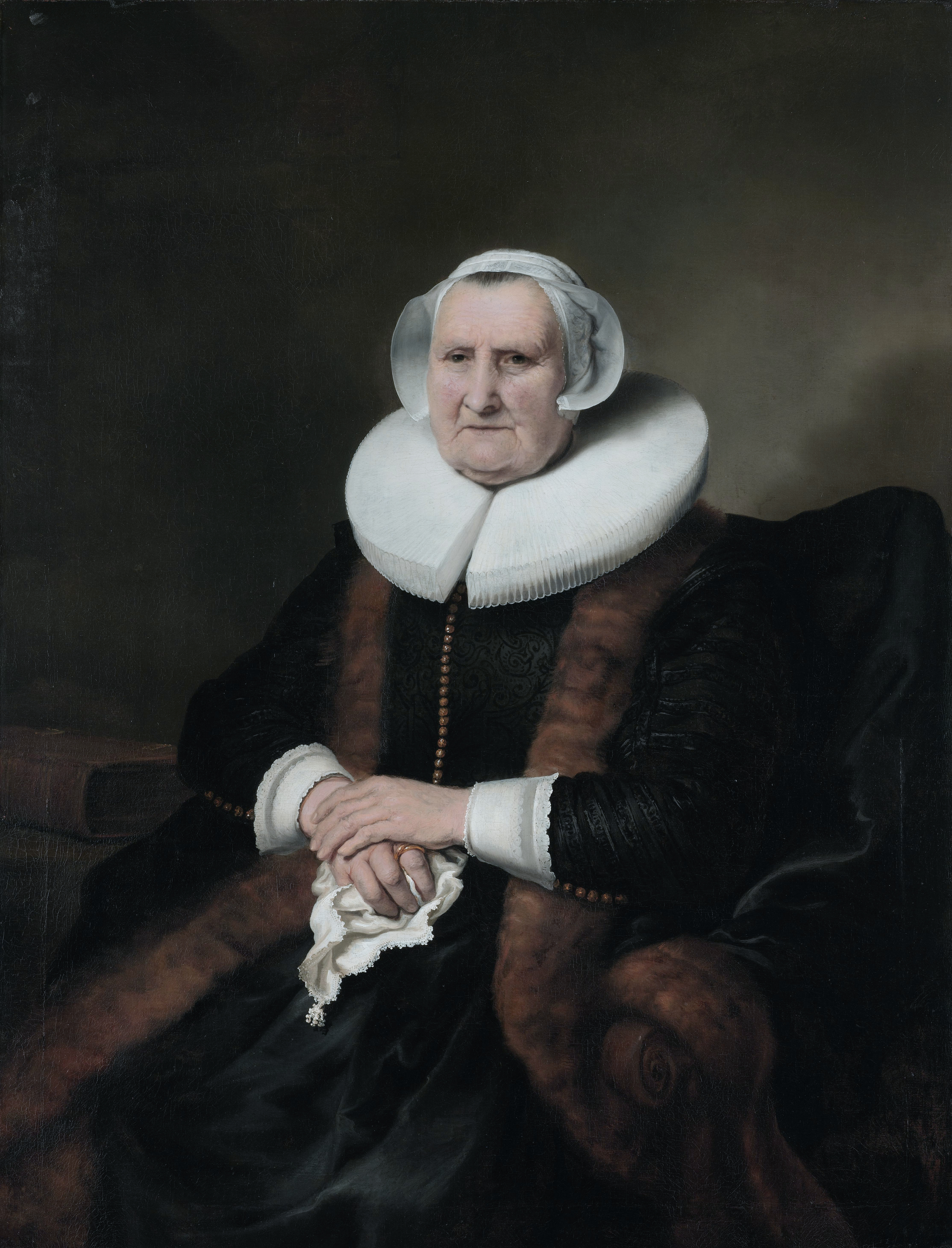
Portret van een oude dame, vermutlich Elisabeth Bas (ca.1640–1645), zugeschrieben Ferdinand Bol

Elisabeth Jacobsdr. Bas, auch bekannt als Lysbeth Jacobsdr. van Campen (* 1571 in Kampen; † 2. August 1649 in Amsterdam), war eine niederländische Unternehmerin und Gastwirtin, die bekannt wurde durch die nach ihr benannte Zigarrenmarke Elisabeth Bas.

## Leben
Elisabeth Bas wurde 1571 in Kampen als Tochter des Kaufmanns für Schifffahrtsbedarf Jacob Jansz. Bas († 1595) und Engeltje Lubbersdr. († 1582) geboren. Sie heiratete am 15. Juni 1596 in Amsterdam den Kapitän eines Kriegsschiffes, Jochem Heijndricksz. Swartenhondt (1566–1627). Aus dieser Ehe gingen neben drei früh verstorbenen Söhnen zwei Töchter hervor.
Sie stammte aus einer Familie, die vermutlich einen gewissen Wohlstand besessen hat, da ihr Vater mehrere Häuser besaß. Im Jahr 1583 wurde für sie und ihren Bruder Lubbert ein Vormund eingesetzt, dies deutet darauf hin, dass sich ihr Vater nach dem Tod der Mutter erneut verheiratet hatte. Die Familie zog 1585 von Kampen nach Amsterdam. Im Alter von 25 Jahren heiratete sie den Kapitän eines Kriegsschiffes, Jochem Swartenhondt. Er beteiligte sich aktiv an der Kaperfahrt, die während des Krieges mit Spanien stattfand und kämpfte unter anderem gegen die Freibeuter von Dünkirchen. 1602 kaperte er sechs spanische Zuckerschiffe. Aus einer notariellen Urkunde aus dem Jahr geht hervor, dass Elisabeth Bas dreitausend Brote von ihrem Bruder, dem Bäcker Lubbert Jacobsz. Bas, bestellte. Offensichtlich war sie während der Seereisen ihres Mannes für die Versorgung zuständig.
Jochem Heijndricksz Swartenhondt eröffnete 1606 ein Gasthaus namens De Prince van Orangien. Während der Waffenstillstandsjahre (1609–1621) wurde das Gasthaus wahrscheinlich von den beiden gemeinsam betrieben, da Jochem Swartenhondt aufgrund des Waffenstillstands auf See wenig zu tun hatte. Das Gasthaus war sehr beliebt und auch edel. Dort empfingen oft die Stadtverwalter von Amsterdam ihre hohen Gäste, darunter Prinz Friedrich Heinrich. Nach dem Ende des Waffenstillstands kehrte Swartenhondt in den Dienst der Admiralität in Amsterdam zurück und wurde zum Leutnant Admiral befördert. Die Spanier besiegte er 1621 bei Gibraltar. Dafür wurde er von Prinz Moritz mit einer Goldkette geehrt. Swartenhondt starb 1627.
Nach seinem Tod führte Elisabeth Bas das Gasthaus mindestens bis 1630 weiter. Dies geht aus Rechnungen hervor, die die Stadt für ihre Gäste an „die Witwe Swartenhondt“ zahlen musste. Nachdem ihre älteste Tochter Maria 1631 starb, kümmerte sie sich als Großmutter um deren Kinder. Finanziell ging es ihr gut, aus ihrem 1648 von ihr verfassten Testament geht hervor, dass sie über ein Vermögen von 28.863 Gulden verfügte. Damit zählte sie zur Oberschicht Amsterdams. Nach ihr war der Zigarrenhersteller Elisabeth Bas benannt, heute EBAS Group.
Elisabeth Bas starb am 2. August 1649 in Amsterdam.